# Araneus aurantiifemuris
Araneus aurantiifemuris este o specie de păianjeni din genul Araneus, familia Araneidae. A fost descrisă pentru prima dată de Mello-leitão în anul 1942. Conform Catalogue of Life specia Araneus aurantiifemuris nu are subspecii cunoscute.